# Muamer Svraka
Muamer Svraka (* 14. Februar 1988 in Sarajevo, SFR Jugoslawien) ist ein ehemaliger bosnisch-herzegowinischer Fußballspieler.

## Karriere
Svraka spielte bis 2014 in seiner bosnischen Heimat, davon 5 Spielzeiten bei Zeleznicar. Bis zu seinem Karriereende im Juli 2024 folgten dann zahlreiche Stationen. Dabei zog es ihn in den Iran, nach Kroatien und Indonesien, wieder zurück nach Bosnien und im Anschluss u. a. nach Estland, Malta und den Kosovo.
2012 und 2013 kam er in der Nationalmannschaft Bosnien und Herzegowinas sechs Mal zum Einsatz, wobei ihm zwei Tore gelangen.